# قائمة أعمال أنيس منصور
هذه قائمة غير مكتملة لأعمال الأديب المصري أنيس منصور:

## الكبار يضحكون أيضاً
الكبار يضحكون أيضاً ، أحد كتب أنيس منصور ، ويتحدث فيه عن روح الفكاهية والمواقف الكوميدية في حياة الزعماء والقادة والمشاهير الذين يراهم الناس ولايعرفون عن حياتهم الخاصة من أمثال ونستون تشرشل وجمال عبد الناصر وهتلر وغيرهم من زعماء التاريخ.

## دعوة للابتسام
كتاب دعوة للابتسام كتاب من مؤلفات الأستاذ الكاتب الفليلسوف أنيس منصور . يحكي أنيس منصور في هذا الكتاب عن قصص من حياته.
ويحتوي الكتاب على (312) صفحة وعلى (87) قصة. غالباً ما تكون قصصه مضحكة و تتمحور حول موضوع نقاشي يطرحه أنيس منصور .

## الذين هبطوا من السماء
الذين هبطوا من السماء هو كتاب للكاتب أنيس منصور. يتحدث فيه الكاتب عن ظواهر غريبة مرتبطة بالكائنات الفضائية، حيث يرصد الكتاب مشاهدات وأحداث حقيقية منذ العصور القديمة وحتى العصر الحديث تثبت بأن هناك كائنات أخرى كانت تسكن هذه الأرض قبل الإنسان، ولا زالت تزوره حتى الآن تاركة علامات وآثار في الأماكن التي تزورها.

## الذين عادوا إلى السماء
الذين عادوا إلى السماء هو كتاب من تأليف الكاتب أنيس منصور. يناقش الكتاب ما جاء في الحضارات القديمة عن العوالم الأخرى والكائنات الفضائية ومجيئها إلى الأرض. تناول فيه ما جاء في (كتاب الموتى) الفرعوني، وسفر (حزقيال)، وسفر (أخنوخ)، وملحمة (جلجامش)، وغيرها من الكتب القديمة.
صدرت آخر طبعاتهِ وهي الطبعة السابعة عشر عام 1427 للهجرة الموافق للعام الميلادي 2007.

## في صالون العقاد كانت لنا أيام
في صالون العقاد كانت لنا أيام هو كتاب من تأليف الكاتب المصري أنيس منصور.
يتحدث فيهِ عن الأديب عباس محمود العقاد المعروف على المستوى العربي.
ويتحدث عن آراء العقاد حول الحرية والديمقراطية وأساليب الحكم والتفكير التي نقلها أنيس منصور في كتابه.
ويقف كثيراً أمام بلاغة العقاد وروعة الأسلوب السهل الذي يصيغ به رؤاه حول هذا الموضوع.

## أرواح وأشباح
أرواح وأشباح هو أحد كتب أنيس منصور الشهيرة. ويتناول الكتاب كما هو واضح من اسمه قصص الأرواح والأشباح التي شاعت حول العالم، وبالتواريخ والأماكن والأسماء الحقيقية. إضافة إلى الظواهر الغريبة التي لم تفسر مثل ظاهرة مثلث برمودا واختفاء الأشخاص والطائرات والسفن والحوادث الغامضة وغيرها من الظواهر التي حيرت البشر ولم تحل.
يتميز الكتاب بسرد قصص قصيرة تروي أحداث غاية في الغرابة، ممزوجة بالرعب.

## حول العالم في 200 يوم
حول العالم في 200 يوم هو عنوان كتاب للكاتب أنيس منصور، صدرت الطبعة الأولى من هذا الكتاب سنة 1963 م وكان ثمنه ستين قرشاً، والطبعة الفاخرة كانت بسبعين قرشاً. ولما نشرت الطبعة الثانية من الكتاب عن دار المعارف كان ثمنه جنيهاً. وتوالى نشره من المكتب المصري الحديث حتى تجاوز ثمنه العشرين والثلاثين جنيهاً. ثم عاد الكتاب إلى دار الشروق التي كان اسمها قبل ذلك (دار القلم).

## أعجب الرحلات في التاريخ
كتاب للكاتب المصري الشهير أنيس منصور، وهو أحد كتب الرحلات التي كتبها الكاتب الكبير. صدرت الطبعة الأولى من الكتاب سنة 1972 ويقع في 460 صفحة.
ويروي الكتاب 54 رحلة حول العالم للعديد من المستكشفين والغزاة والرحالة والمهاجرين والمسافرين.

## اقرأ أي شيء
اقرأ أي شيء هو أحد كتب الكاتب المصري أنيس منصور. الكتاب عبارة عن تجميع لمقالات الكاتب المختلفة. الكتاب من إصدار دار نهضة مصر للطباعة والنشر والتوزيع.